# 少年新聞週記
少年新聞週記，是鏡電視新聞台為數位新世代12歲至18歲的青少年，所製作的新聞類型電視節目。現任主持人為周瑜茹。

## 概要
節目標語為「陪你成爲更好的自己！」，是為製作團隊的核心目標，以讓青少年表達自己為出發點，有別通常以第三者角度看青少年的方式製作新聞話題議題節目，聆聽並鼓勵青少年開口表達自己，每週整理科普國內外大事之外，也會邀請來賓經驗分享。

## 主持人
- 朱培滋（2022年2月11日—2023年6月17日）[2]
- 潘照文（2023年6月24日—2025年7月6日）[3]
- 周瑜茹（2025年7月12日－）

## 外部連結
- 少年新聞週記 （页面存档备份，存于）
- 官方粉專
- 官方instagram帳號